# Eryngium bourgatii
El cardo panical, cardo de la Magdalena o cardo blanco (Eryngium bourgatii) es una planta herbácea perenne de la familia Apiaceae.

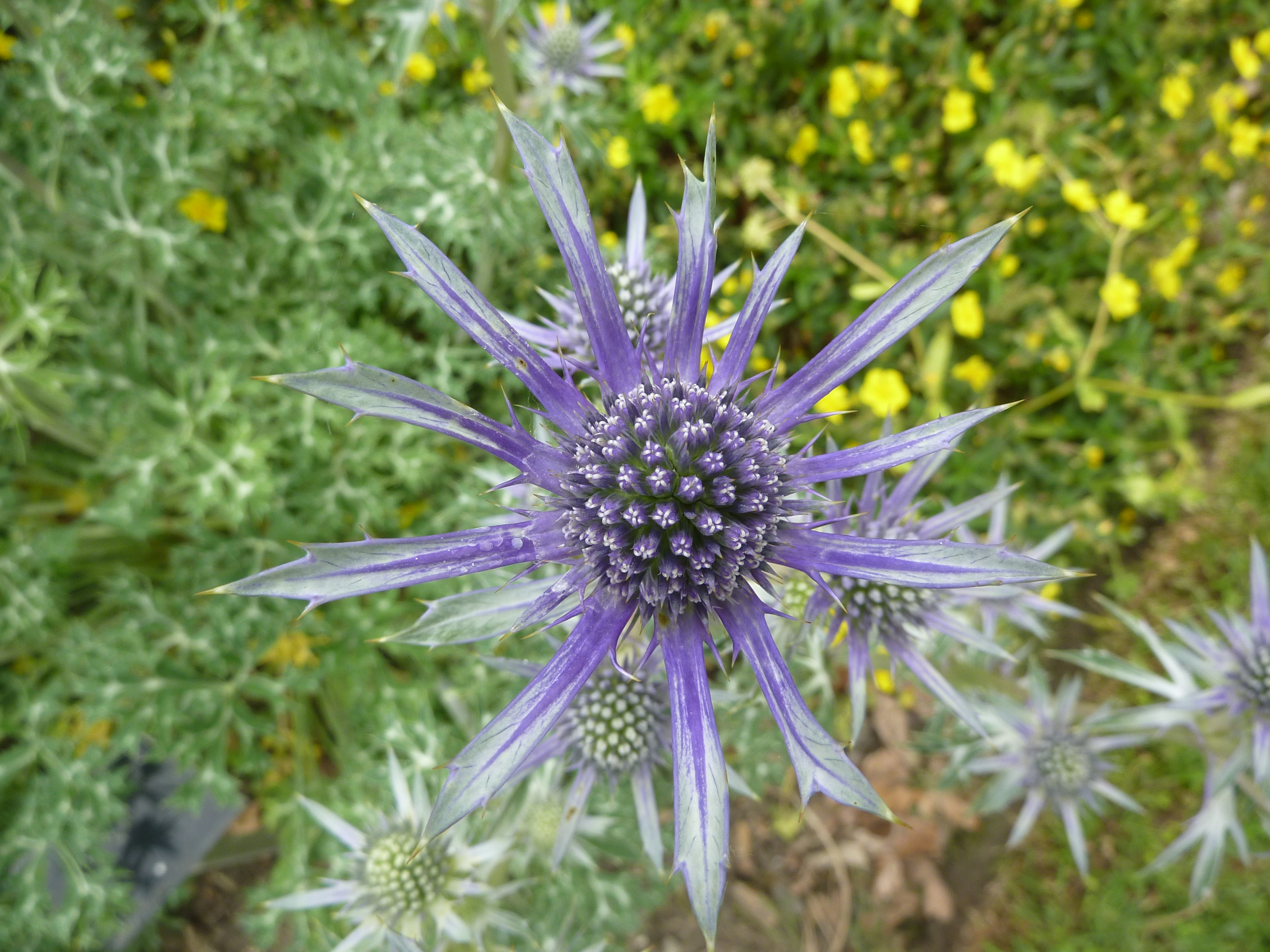
Detalle de la inflorescencia

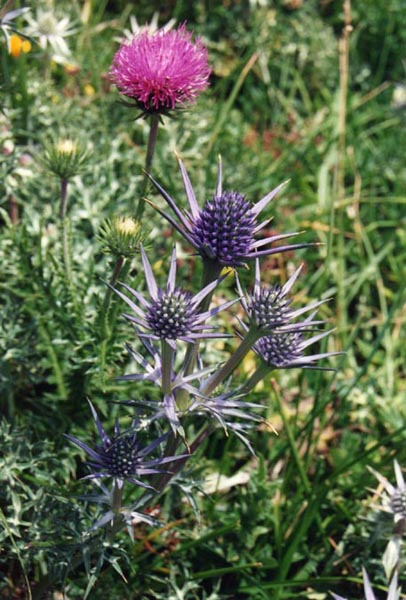
Vista de la planta

## Descripción
Hierba vivaz, glabra, espinosa, generalmente de color azul, al menos los tallos y la inflorescencia. Tallos erectos, de hasta 45 cm de altura. Hojas basales de 3-7 cm, divididas en 3 segmentos de 1 a 2 veces pinnatifidos, espinosos. Flores sésiles agrupadas en capítulos hemisféricos protegidos por un involucro de brácteas espinosas que superan con mucho a los capítulos. Fruto formado por 2 mericarpos. Florece a final de primavera y en el verano.

## Hábitat
Frecuente en las gleras pedregales de las montañas.

## Distribución
En España en los Pirineos, y en el Sistema Central entre otras zonas montañosas.

## Taxonomía
Eryngium bourgatii fue descrita por Antoine Gouan y publicado en Illustrationes et Observationes Botanicae 7, t. 3. 1773.
Citología
Número de cromosomas de Eryngium bourgatii (Fam. Umbelliferae) y táxones infraespecíficos: 2n=16
Etimología
Eryngium: nombre genérico que probablemente hace referencia a la palabra que recuerda el erizo: "Erinaceus" (especialmente desde el griego "erungion" = "ción"), sino que también podría derivar de "eruma" (= protección), en referencia a la espinosa hojas de las plantas de este tipo.
bourgatii: epíteto
Sinonimia
- Eryngium alpinum  sensu Lapeyr.
- Eryngium pallescens Mill.
- Eryngium tournefortii Bubani[4]
- Eryngium planum Lapeyr.[5]

## Nombre común
- Castellano: alguerrico, azulejos, cardo, cardo azul, cardo blanco, cardo borriquero, cardo cuco, cardo de la estrella, cardo de la Magdalena, cardo de puerto, cardo santo, panical.[4]